# 5405 Neverland
5405 Neverland (1991 GY) là một tiểu hành tinh vành đai chính được phát hiện ngày 11 tháng 4 năm 1991 bởi Kushida và Muramatsu ở Yatsugatake.